# Enkenbach-Alsenborn
Enkenbach-Alsenborn – miejscowość i gmina w Niemczech, w kraju związkowym Nadrenia-Palatynat, w powiecie Kaiserslautern, siedziba gminy związkowej Enkenbach-Alsenborn. Do 30 czerwca 2014 siedziba gminy związkowej Enkenbach-Alsenborn.